# José García Nieto
José García Nieto (Oviedo, 6 de julio de 1914-Madrid, 27 de febrero de 2001) fue un poeta y escritor español, ganador del Premio Cervantes y miembro, junto a Gabriel Celaya, Blas de Otero y José Hierro, de la generación poética de la posguerra española.

## Biografía
José García Nieto nace en Oviedo el 6 de julio de 1914, en el n.º 8 de la calle Portugalete —hoy Melquíades Álvarez n.º 6—. Hijo de José García Lueso y María de la Encarnación Nieto Fernández. El padre, que tenía la carrera de Derecho, se dedicó al periodismo. Pierde a su padre a la edad de nueve años y vive con su madre en ciudades como Zaragoza, Toledo y Madrid, donde estudia el bachillerato y comienza a escribir versos. Al comenzar la guerra Civil española (1936-1939), ocupa el puesto de secretario del Ayuntamiento de Chamartín de la Rosa —que luego sería absorbido por el Ayuntamiento de Madrid—, es movilizado y al terminar la guerra vuelve al Ayuntamiento. Comenzó estudios de ciencia exactas, que abandonó para dedicarse al periodismo en Madrid. En Madrid se instala en 1939 donde contactó con el círculo literario del Café Gijón y en la primavera de 1943 fundó la revista Garcilaso, órgano de la generación poética de posguerra, neogarcilasista y formalista.
Desde entonces se dedica a la literatura, especialmente a la poesía, al teatro, incluyendo la adaptación de clásicos españoles, y al guion cinematográfico. Ha sido galardonado en numerosas ocasiones, entre ellas en 1950 con el Premio Adonáis por Dama de soledad, el Premio Fastenrath de la Real Academia Española por Geografía es amor en 1955 y el Premio Nacional de Literatura en dos ocasiones, 1951 y 1957. En 1980 obtiene el Premio Mariano de Cavia de periodismo y poco más tarde, el 28 de enero de 1982, es elegido académico de la Real Academia Española ocupando el sillón "i" que dejó vacante José María Pemán. Así mismo, obtiene en 1987 el Premio González-Ruano de periodismo y en 1996 el Premio Cervantes por el conjunto de su obra.
Fue director de las revistas Garcilaso, Poesía Española y la continuación de ésta, Poesía Hispánica. En ellas publicaron, entre otros, escritores y poetas como Luis Rosales, Leopoldo Panero, María Victoria Atencia, Juan José Cuadros, Ramón de Garciasol, Manuel Álvarez Ortega, Juan Antonio Villacañas, Juan Van Halen, Concha Lagos, Carlos Murciano, Francisco Umbral, Angelina Gatell, Jorge Teillier, y José Miguel Ullán.
En el centenario de su nacimiento, la Biblioteca Nacional de España rindió homenaje a José García Nieto. En dicho homenaje participaron: Paloma García-Nieto, hija del poeta, Víctor García de la Concha, José Manuel Blecua y la directora de la Biblioteca Nacional Ana Santos Aramburo.
Su hija, Paloma García-Nieto, presidenta de la Fundación García Nieto, depositó en la Caja de las Letras del Instituto Cervantes, un legado «in memoriam», con diversos objetos: el primer borrador del discurso con el que José García Nieto ingresó en la Real Academia Española (1982); la máquina de escribir que el poeta utilizó, junto diez números originales de la revista «Garcilaso».

## Obra
- Víspera hacia ti (1940)
- Poesía (1944)
- Versos de un huésped de Luisa Esteban (1944)
- Tú y yo sobre la tierra (1944)
- Retablo de ángel, el hombre y la pastora (1944)
- Del campo y soledad (1946)
- Juego de los doce espejos (1951)
- Tregua (1951). Premio Nacional de Poesía
- La red (1955). Premio Fastenrath
- Geografía es amor (1956). Premio Nacional de Poesía
- El parque pequeño (1959)
- Corpus Christi y seis sonetos (1962)
- Circunstancias de la muerte (1963)
- La hora undécima (1963)
- Memorias y compromisos (1966)
- Hablando solo (1967). Premio Ciudad de Barcelona
- Facultad de volver (1970)
- Taller de arte menor y cincuenta sonetos (1973)
- Súplica por la paz del mundo y otros "collages" (1973). Premio Boscán
- Sonetos y revelaciones de Madrid (1974)
- Los cristales fingidos (1978)
- El arrabal (1980)
- Nuevo elogio de la lengua española (1983)
- Sonetos españoles a Bolívar (1983)
- Donde el mundo no cesa de referir su historia (1983) -prosa-
- Piedra y cielo de Roma (1984)
- Carta a la madre (1988). Premio Mundial de Poesía Mística Fernando Rielo
- Mar viviente (1989)
- El cuaderno roto (1989) -prosa-

| Predecesor: Camilo José Cela            | Premio Miguel de Cervantes 1996                          | Sucesor: Guillermo Cabrera Infante |
| Predecesor: José María Pemán y Pemartín | Académico de la Real Academia Española Silla i 1983-2001 | Sucesor: Margarita Salas Falgueras |